# Лаймстоун (округ, Техас)
Шаблон:StateAbbr_ 31°32′ пн. ш. 96°35′ зх. д. / 31.54° пн. ш. 96.58° зх. д.
Округ Лаймстоун (англ. Limestone County) — округ (графство) у штаті Техас, США. Ідентифікатор округу 48293.

## Історія
Округ утворений 1846 року.

## Демографія
За даними перепису 2000 року загальне населення округу становило 22051 осіб, зокрема міського населення було 10448, а сільського — 11603. Серед мешканців округу чоловіків було 11198, а жінок — 10853. В окрузі було 7906 домогосподарств, 5649 родин, які мешкали в 9725 будинках. Середній розмір родини становив 3,04.
Віковий розподіл населення поданий у таблиці:
| Стать    | До 15 років | 15-21 | 22-29 | 30-39 | 40-49 | 50-65 | 65-85 | Понад 85 |
| -------- | ----------- | ----- | ----- | ----- | ----- | ----- | ----- | -------- |
| Чоловіки | 2403        | 1226  | 1273  | 1533  | 1549  | 1700  | 1360  | 154      |
| Жінки    | 2192        | 940   | 952   | 1335  | 1511  | 1823  | 1733  | 367      |

## Суміжні округи
- Наварро — північ
- Фристоун — північний схід
- Леон — південний схід
- Робертсон — південь
- Фоллз — південний захід
- Макленнан — захід
- Гілл — північний захід

## Виноски
1. ↑  U.S. Decennial Census. United States Census Bureau. Архів оригіналу за 12 травня 2015. Процитовано 3 травня 2015.
2. ↑  Texas Almanac: Population History of Counties from 1850–2010 (PDF). Texas Almanac. Архів оригіналу (PDF) за 26 лютого 2015. Процитовано 3 травня 2015.
3. ↑  State & County QuickFacts. United States Census Bureau. Архів оригіналу за 18 жовтня 2011. Процитовано 19 грудня 2013.(англ.) Наведено за англійською вікіпедією.
4. ↑  American FactFinder. Бюро перепису населення США. Архів оригіналу за 20 березня 2010. Процитовано 31 січня 2008.

| США | Це незавершена стаття з географії США. Ви можете допомогти проєкту, виправивши або дописавши її. |